# Neoarius
Neoarius (лат.) — род лучепёрых рыб из семейства ариевых отряда сомообразных. Впервые описан французским учёным Кастельно в 1878 году.

## Описание
Общая длина представителей этого рода колеблется от 39 до 140 см. Голова небольшая, вытянутая, заострённая. Глаза маленькие. Есть 4 пары довольно длинных усов. Туловище крепкое, вытянутое. Спинной плавник высокий, парусообразный, с коротким основанием. Грудные плавники умеренно широкие. Жировой плавник небольшой. Анальный плавник высокий, умеренно длинный. Хвостовой плавник довольно длинный и широкий, сильно разрезанный.
Окраска спины серебристая, голубая, коричневатая. Плавники темнее основного цвета.

## Образ жизни
Одни виды являются эвригалинными рыбами, то есть встречаются как в море, так и в пресных водах, как правило, в эстуариях и мангровых зонах. Другие — чисто пресноводные виды, которые встречаются в реках со слабым течением и мутной водой, озёрах и лагунах. Питаются преимущественно водными беспозвоночными и рыбой, некоторые виды потребляют водоросли.

## Распространение
Распространены в Новой Гвинее и северной Австралии.

## Виды
В состав рода включают 10 видов:
- Neoarius berneyi
- Neoarius coatesi
- Neoarius graeffei
- Neoarius latirostris
- Neoarius leptaspis
- Neoarius midgleyi
- Neoarius pectoralis
- Neoarius taylori
- Neoarius utarus
- Neoarius velutinus